# Pheidole caffra
Pheidole caffra är en myrart som beskrevs av Carlo Emery 1895. Pheidole caffra ingår i släktet Pheidole och familjen myror.

## Underarter
Arten delas in i följande underarter:
- P. c. abyssinica
- P. c. amoena
- P. c. bayeri
- P. c. caffra
- P. c. montivaga
- P. c. senilifrons